# Martinas Goštautas
Martinas Goštautas (poljsko Marcin Janowicz Gas(z)tołd ali Marcin Gasztołdowicz, ukrajinsko Га́штовт Марти́н Іва́нович, latinizirano: Gaštovt Martyn Ivanovyč) je bil plemič iz Velike litovske kneževine  iz družine Goštautas, * 1428, Vilna, † ok. 1483, Vilna. 
Bil je veliki maršal Litve, vojvoda Novgorodskega vojvodstva (1464–1471), prvi vojvoda Kijevskega vojvodstva (1471–1475) in vojvoda Trakajskega vojvodstva (1480–1483). Bil je dvorjan kralja Kazimirja IV. Poljskega in  ustanovitelj samostana Tykocin ter dominikanskega samostana in cerkve v Trakaju. 
Prebivalci Kijeva so se zgražali nad njegovim imenovanjem za kijevskega vojvodo, ker je bil katolik, in ga niso pustili v mesto. Kijev je nato v zameno za svoje soglasje dobil status vojvodstva, enak statusu Trakaja in Vilne. Kasnejši kijevski vojvode so bili pravoslavne vere. 
Martinas je imel sina Albertasa Goštautasa.